# 恥じゃない
「恥じゃない」（はじじゃない）は、BY PHAR THE DOPESTのメジャー1枚目のシングル。2006年12月6日発売。発売元はBMG JAPAN。

## 概要
活動再開第一弾シングル。C/W2曲は『だからどうした!』未収録。表題曲のミュージック・ビデオ監督は泰太郎。

## 収録曲
1. 恥じゃない(4:22)
作詞：BY PHAR THE DOPEST
作曲：BY PHAR THE DOPEST・ランディ・エデルマン
2. 一発屋(3:01)
作詞・作曲：BY PHAR THE DOPEST
3. 階段(4:24)
作詞：BY PHAR THE DOPEST
作曲：BY PHAR THE DOPEST・ROCK-Tee

## 収録アルバム
- オリジナル『だからどうした!』（2006年12月31日）

## タイアップ
- 恥じゃない：『Music holic』2006年12月度オープニングテーマ（#1）